# Zequinha de Abreu
José Gomes de Abreu, plus connu sous le nom de Zequinha de Abreu (19 septembre 1880 — 22 janvier 1935), est un musicien (flûtiste, clarinettiste et pianiste) et compositeur brésilien qui créa en 1917 le célèbre standard choro Tico-Tico no Fubá (dont le titre initial est Tico-Tico no Farelo).